# Marco Barbot
Marco Barbot (Aviano, 8 giugno 1920 – ...) è stato un calciatore italiano, di ruolo centrocampista.

## Carriera
Debutta in Serie B con l'Udinese nella stagione 1939-1940; con i friulani disputa quattro campionati cadetti per un totale di 83 presenze ed una rete e conta anche 3 presenze nel Campionato Alta Italia 1944.
Nel dopoguerra gioca per un altro anno con l'Udinese e successivamente con la Gallaratese per tre anni, di cui due in Serie B, collezionando altre 73 presenze e 3 gol tra i cadetti.